# Râul Răchitișa
Râul Răchitișa este un curs de apă, afluent al râului Someș. 